# Kwagga Smith
Albertus Stephanus ”Kwagga“ Smith (Lydenburg, 11 de junio de 1993) es un jugador sudafricano de rugby que se desempeña como ala o número 8 para Shizuoka Blue Revs de la Japan Rugby League One, y para los Springboks internacionalmente.

## Carrera
Debutó en la primera de los Golden Lions en 2012, fue titular en el equipo que se consagró campeón en 2015 y jugó en ellos hasta 2017.
Fue contratado por la franquicia de los Lions para el Super Rugby 2015 y actualmente es uno de los líderes del equipo. Tras finalizar el Super Rugby 2017 Smith fue suspendido durante 4 semanas por colisionar en el aire a David Havili en la final del torneo.

### Japón
En julio de 2018 se anunció que fue transferido al Yamaha Júbilo de la poderosa–económicamente Top League, Smith se unirá al equipo tras finalizar el Super Rugby 2018.

## Selección nacional
Integró a los Baby Boks que obtuvieron el tercer puesto en el Mundial de Francia 2013.
Formó parte de los Blitzboks entre 2013 y 2017, logrando el tercer puesto en los Juegos Olímpicos de Río de Janeiro 2016.

### Springboks
Fue convocado a los Springboks por primera vez para la ventana de junio de 2018, Smith debutó jugando como titular en la derrota ante los Dragones rojos 22–20 producida en el Estadio Robert F. Kennedy. En total lleva 6 partidos jugado y 0 puntos marcados.
Smith fue nombrado en el equipo de Sudáfrica para la Copa Mundial de Rugby de 2019. Smith jugó dos partidos, concretamente contra Namibia y Canadá en la fase de grupos, comenzando ambos como Ala abierto. Sudáfrica ganó el torneo y derrotó a Inglaterra en la final. En 2023 fue convocado para la Copa Mundial de Rugby de 2023, donde Sudáfrica ganó el torneo, derrotando en la final a Nueva Zelanda.

#### Participaciones en Copas del Mundo
| Mundial                       | Sede    | Resultado | PJ | Tries |
| ----------------------------- | ------- | --------- | -- | ----- |
| Copa Mundial de Rugby de 2019 | Japón   | Campeón   | 2  | 0     |
| Copa Mundial de Rugby de 2023 | Francia | Campeón   | 6  | 1     |

## Palmarés
- Campeón de la Currie Cup de 2015.
- The Rugby Championship 2019
- Copa Mundial de Rugby de 2019[6]
- Copa Mundial de Rugby de 2023